# Lorella Zanardo
Lorella Zanardo (Milán, 16 de diciembre de 1957) es una activista por los derechos de las mujeres, escritora y docente italiana, coautora en 2009 de "El cuerpo de las mujeres" vídeo y posteriormente libro en el que denuncia la utilización y la cosificación del cuerpo de las mujeres por parte de los medios de comunicación.

## Trayectoria
Nacida a Milán en 1983 se graduó en Lenguas y Literaturas Extranjeras en la Universidad católica de Milán con una tesis dedicada al dramaturgo inglés Edward Bond, centrándose en cuestiones de problemas sociales, la alienación y la violencia. y posteriormente se especializó en dirección empresarial y marketing en la Universidad Bocconi (1984). 
Durante sus años de estudio realizó varios cursos en el exterior. Viajó a Inglaterra donde obtuvo un certificado en competencia en Inglés Español Lengua y Literatura en la Academia Inglesa de Oxford. Allí, explica, conoció a Birna, una compañera de Islandia emancipada, independiente y autónomo que le abrió los ojos a la situación de desigualdad de las mujeres y a la comparación de la situación de Italia en relación con otros países europeos. Para financiar sus estudios, en este caso de lengua alemana y literatura trabajó en Baviera como maestra para jóvenes de 14 a 20 años de Gastarbeiter, emigrantes italianos trasladados a Alemania en busca de trabajo. También pasó algún tiempo en Senegal trabajando para la Cámara de Comercio Italiana como asistente de idioma para las empresas italianas exportadoras a países africanos.
Trabajó en Italia para multinacionales como Unilever entre 1985 y 1990 y el Grupo Mondadori entre 1995 a 1997. Fue consultora internacional trabajando como Senior Traning Specialist en Bulgaria para la Comunidad Europea y también en Canadá. 
En 2003 coordinó el primer Master en Business Ethics Management organizado por Assoetica, patrocinado por el Ayuntamiento de Milán. Es también confundadora de Sportgate, una consultora que utiliza la metáfora deportiva como instrumento de emprendimiento.
En 2008 viendo un programa de televisión quedó impactada por la representación denigrante de las mujeres y decidió con dos colegas, un productor y un realizador, crear una video documental sobre la representación de la mujer en la televisión.

### El cuerpo de las mujeres
En 2009 es coautora, con Cesare Cantù y Marco Malfi Chindemi, del vídeo documental El cuerpo de las mujeres, sobre la mercantilización del cuerpo femenino por parte de los medios de comunicación italianos, a través una selección de imágenes de programas televisivos. El vídeo, presentado en primavera de 2009 en su blog ha sido visto en línea desde entonces por más de seis millones de personas -más de dos millones en su versión en español- fue transmitido en mayo de un capítulo de "La Infiel" en el canal de televisión italiano LA7 y posteriormente mencionado en otros medios de comunicación nacionales e internacionales. En el mismo año fue proyectado en el festival del documental social “Italianos brava gente” de Filorencia, y utilizado por el comité de igualdad de oportunidades del Ministerio del desarrollo económico. En diversos medios de comunicación destacan su trabajo en favor de la defensa de los derechos de las mujeres.
En el 2010 publica un libro con el mismo nombre en la editorial Feltrinelli, en el que cuenta el nacimiento del documental y comenta las reacciones que provoca. En septiembre escribe un blog para el periódico Il fato cotidiano. En 2011 presenta el documental en el Parlamento europeo. La asociación The International Alliance for Women (TIAW) la señala entre las mujeres que en aquel año han contribuido a promover la emancipación empresarial de las mujeres en su propio país. Es miembro de la Junta Directiva de WIN Conference, asociación de mujeres profesionales. En 2011 inicia con Cesare Cantù, el programa de educación Nuevos ojos para los medios de comunicación dedicado a estudiantes y profesorado. Es invitada a presentar el proyecto en diversas universidades del mundo.

### Sin pedir permiso
El libro Sin pedir Permiso y el homónimo vídeo, están dedicados a la metodología para trabajar esta experiencia en las escuelas.
El 4 de diciembre de 2013 fue invitada por el Ministerio de Educación a presentar, en el ámbito de la jornada europea de los Padres y la escuela el proyecto didáctico Nuevos ojos para los medios de comunicación. En otoño de 2013 la emisión Nautilus en la cadena de educación de la Rai Rai Scuola la invita para debatir sobre la representación de las mujeres, las relaciones los medios de comunicación con los jóvenes y del curso de formación Nuevos ojos para los medios de comunicación.
En el 2014 fue candidata a las elecciones europeas en la lista La Otra Europa con Tsipras en la circunscripción de Italia central.
Es miembro de la Comisión sobre las garantías, derechos y deberes para el uso de internet, en la Cámara de diputados de Italia.

## Premios y reconocimientos
- Con Giorgio Diritti, Premio Calamaio, Sasso Marconi[15]
- Con Maria Navaro, Sigillo de la Pace, Florencia[16]
- Premio Pisa Mujer
- Premio Palomas de Oro para la Paz.
- Hall of Fame Art Directors Club 2013, con Erik Gandini y Giovanna Cosenza[17]

## Obras

### Vídeo
- Il corpo delle donne. (El cuerpo de las mujeres) Cesare Cantù, Marco Malfi Chindemi y Lorella Zanardo (2009)
- Sensa chiedere il permesso Archivado el 29 de agosto de 2018 en Wayback Machine.. (Sin pedir permiso). Lorella Zanardo, Producción Antonella Rocchi y Paola Tralli, Montaje Cesare Cantù

### Libros
- Giuseppe Nitro, Lorella Zanardo, Lo sport sale in cattedra, l'azienda scende in campo, Apogeo, 198pp, 2009, ISBN 978-88-5032-889-5.
- Lorella Zanardo, Il corpo delle donne, Feltrinelli, 2010 ISBN 978-88-0717-186-4, ISBN 978-88-0794-214-3, 2011 ISBN 978-88-0772-250-9.
- Lorella Zanardo, Senza chiedere il permesso, Feltrinelli, 2012, ISBN 978-88-0717-241-0, ISBN 978-88-5880-851-1.
- Nichi Vendola, Moni Ovadia, Lorella Zanardo, Gennaro Migliore, Reprendre el camí, Editorial Base, 2012, ISBN 978-84-1526-754-1, ISBN 978-84-1526-785-0.